# NGC 766

NGC 766

NGC 766 في الفهرس العام الجديد، هي مجرة، تقع في كوكبة الحوت. اكتشفت في 8 يناير 1828 بواسطة جون هيرشل.

## روابط خارجية
- NGC 766 على موقع ويكي سكاي: DSS2, SDSS, GALEX, IRAS, Hydrogen α, X-Ray, Astrophoto, Sky Map, Articles and images